# 罗尼特组合
罗尼特组合（英語：The Ronettes）是美国1960年代的一个女子音乐组合，来自纽约市东哈莱姆。组合成员有主唱维罗尼卡·班内特（Veronica Bennett）（日后名为罗妮·斯柏克特（Ronnie Spector）），她的姐姐艾斯泰勒·班内特（Estelle Bennett）和表亲內德拉·塔里（Nedra Talley）。这三位女孩从青少年时代就开始一起唱歌，当时被称为“亲爱的姐妹组合”（The Darling Sisters）。
罗尼特是那个时代最流行的组合之一，有八首歌进入告示牌百强单曲榜，其中五首进入前四十。她们最知名的歌曲包括、和。在1965年获得了格萊美獎，于1999年被收录进格莱美名人堂。
1964年末，该组合发行了她们唯一一张录音室专辑，以第96名进入告示牌榜单。《滚石》杂志在“史上最伟大的500张专辑”榜单上将其列为第422位。2007年，罗尼特组合被引入摇滚名人堂，并在2004年进入声乐组合名人堂。罗尼特组合是唯一和披头士乐队一起巡演过的女子组合。